# Солца
Со̀лца (на италиански: Solza; на ломбардски: Solsa, Солса) е село и община в Северна Италия, провинция Бергамо, регион Ломбардия. Разположено е на 254 m надморска височина. Населението на общината е 2026 души (към 2018 г.).